# Arkont
Arkont (grekiska archon, härskare) kallades den högste ämbetsmannen i vissa grekiska stater. 
Inom gnosticismen är arkonter icke-gudomliga andeväsen som är världens verkliga härskare.
I Aten skall arkontvärdigheten ha trätt i kungamaktens ställe efter Kodros' död (1068 f.Kr.) och innehafts på livstid och såsom ärftligt ämbete inom Kodros' son Medons ätt. Från 752 f.Kr. valdes arkonterna på tio år, och 713 f.Kr. fick alla de adliga ätterna (eupatriderna) tillträde till detta ämbete. 683 f.Kr. förkortades ämbetstiden till ett år, och i stället för en arkont, som förut, valdes nu nio.
Att denna från den senare antiken ärvda framställning är en ohistorisk konstruktion, är redan i och för sig påtagligt och stärks också genom Aristoteles' skrift om Atens statsförfattning. Säkert har kungatiteln aldrig varit avskaffad, men dess bärare har under tidernas lopp fått vidkännas betydlig inskränkning av sin kungliga myndighet och överlåta en stor del av sin befogenhet på andra funktionärer, till dess att kungen slutligen kommit att vara en medlem bland alla andra, och inte ens den främste, av deras kollegium. De närmare omständigheterna vid detta förlopp är inte kända.
Under den historiska tiden var arkonterna nio, och kollegiets officiella titel åtminstone från Solons tid var "de nio arkonterna". Under demokratins tid var arkonternas ämbetsmyndighet mindre politisk än judiciell och representativ. Den förste bland dem kallades arkont. Han gav sitt namn åt det löpande året. Hos senare skriftställare kallas han därför archon eponymos (av onoma, namn). Den andre hade titeln basileios (konung), eftersom han hade religiösa funktioner bundna till kungatiteln och eftersom han handlade rättegångar som berörde religionen. Den tredje kallades polemark (krigsöverste), eftersom han åtminstone i äldre tid stod i spetsen för krigsväsendet. De sex återstående arkonterna kallades thesmothetes (lagskipare) och ledde efter lottning förhandlingarna vid rättegångar.